# Măgura (Suceava)
Măgura ist ein Dorf der Gemeinde Ulma im rumänischen Kreis Suceava in der Region Bukowina.
Das Dorf liegt in 1100 m Höhe im Südosten nahe der ukrainisch-rumänischen Grenze. Ungefähr 17 Kilometer südwestlich befindet sich das ukrainische Dorf Schepit, 17 Kilometer nordöstlich das Gemeindezentrum und etwa 4 Kilometer südlich die Skite Sfântul Ilie.

## Ethnische Zugehörigkeit
Laut der Volkszählung von 2002 setzte sich das Dorf aus folgenden ethnischen Gruppen zusammen:
| Ethnie (2002) | Anzahl | Prozentwert |
| ------------- | ------ | ----------- |
| Rumänen       | 307    | 48,06 %     |
| Ukrainer      | 56     | 15,4 %      |